# グレイス・カーライル
グレイス・カーライル（Grace Carlyle, 1877年7月24日 - 1953年9月20日）は、アメリカ合衆国の女優である。Grace Carlisleとも綴った。

## 人物・来歴
オハイオ州生まれ。当初は舞台女優としてのキャリアを積み、1909年12月、満31歳のときに The Fires of Fate の舞台を踏んでいる記録がある。
1913年8月20日に公開された、映画製作者パット・パワーズ製作の短篇映画 The Little Skipper に脇役で出演し、映画界に進出する。同年、ユニヴァーサル・フィルム・マニュファクチュアリング・カンパニー（現在のユニバーサル・ピクチャーズ）に移籍、ロイス・ウェバー監督、フィリップス・スモーリー主演の Just in Time 等に出演する。その間、1914年には、ブロードウェイのエンパイア・シアターでの The Prodigal Husband 等に出演している。
1916年には再びユニヴァーサルでジョセフ・ド・グラス監督、ドロシー・フィリップス主演の『異郷』、あるいは同年同社が設立した子会社・ブルーバード映画で、ロバート・Z・レナードおよびルーファス・スティールが共同監督した The Eagle's Wing 等に主演、唯一の映画主演作となる。同作は、日本で多くの作品が公開されたブルーバード映画では数少ない未公開作の1つである。
満50歳を迎える1927年（昭和2年）、マーガリータ・フィッシャー主演、ハリー・A・ポラード監督による『アンクル・トムス・ケビン』に出演した後は、舞台にも映画にも出演した記録がない。
1953年9月20日、カリフォルニア州ロサンゼルス市で死去した。満76歳没。

## おもなフィルモグラフィ
すべて出演作である。
- The Little Skipper : 監督不明、主演ジェームズ・マクォーリー、1913年 - 出演・役 Margaret, Bob's Wife
- Just in Time : 監督・脚本ロイス・ウェバー、主演フィリップス・スモーリー、1913年 - 出演・役 Second Daughter
- The Fight Against Evil : 監督不明、主演ロバート・Z・レナード、1913年
- Genesis: 4-9 : 監督・主演フィリップス・スモーリー、脚本ロイス・ウェバー、1913年 - 出演・役 Mary
- In the Wilds of Africa : 監督不明、主演ウィリアム・H・クリフォード、1913年
- An International Marriage : 監督フランク・ロイド、主演リタ・ジョリヴェ、1916年 - 出演・役 Eleanor Williamson
- 『異郷』 The Place Beyond the Winds : 監督ジョセフ・ド・グラス、主演ドロシー・フィリップス、1916年 - 出演・役 Joan Moss
- The Eagle's Wing : 監督ロバート・Z・レナード / ルーファス・スティール、共演ヴォラ・ヴェイル、1916年 - 主演・役 Mona Wright
- Please Help Emily : 監督デル・ヘンダーソン、主演アンナ・マードック、1917年 - 出演・役 Julia Marchmont
- My Wife : 監督デル・ヘンダーソン、主演アンナ・マードック、1918年 - 出演・役 Miriam Hawthorne
- Bringing Up Betty : 監督オスカー・ アッフェル、主演エヴェリン・グリーリー、1919年 - 出演・役 Adele Shelby
- 『享楽の夢』 Trimmed in Scarlet : 監督ジャック・コンウェイ、主演キャスリン・ウィリアムス、1923年 - 出演・役 Molly Todd
- 『無言の勝利』 Held to Answer : 監督ハロルド・M・ショウ、主演ハウス・ピータース、1923年 - 出演・役 Mariann Dounay
- By Divine Right : 監督ロイ・ウィリアム・ニール、主演ミルドレッド・ハリス、1924年 - 出演・役 Mrs. Trent
- 『酒! 酒!』 Wine : 監督ルイ・ガスニエ、主演クララ・ボウ、1924年 - 出演・役 Mrs. Bruce Corwin
- 『浮気征伐』 The Fast Set : 監督ウィリアム・C・デミル、主演ベティー・カンプソン、1924年 - 出演・役 Jane Walton
- Shameful Behavior? : 監督アルバート・H・ケリー、主演、1926年 - 出演・役 Joan Lee
- The Notorious Lady : 監督キング・バゴット、主演ルイス・ストーン、1927年 - 出演・役 Marcia Rivers
- She's My Baby : 監督フレッド・ウィンダミア、主演ロバート・エイニュー、1927年 - 出演・役 Mary Wilbur
- Lonesome Ladies : 監督ジョセフ・ヘナベリー、主演ルイス・ストーン、1927年 - 出演・役 Mrs. Burton
- 『アンクル・トムス・ケビン』 Uncle Tom's Cabin : 監督ハリー・A・ポラード、主演マーガリータ・フィッシャー、1927年 - ノンクレジット出演・役 Mrs. Fletcher

## 関連事項
- パット・パワーズ （en:Pat Powers (businessman)）

## 註
1. 1 2 3 4 5 6 7 8 9  Grace Carlyle, Internet Movie Database （英語）, 2010年5月24日閲覧。
2. 1 2 3  Grace Carlyle, Internet Broadway Database （英語）, 2010年5月24日閲覧。
3. ↑  『ブルーバード映画の記録』 : 製作・著・発行山中十志雄・塚田嘉信、1984年4月、p.60-63.